# Внутрішня метрика
Внутрішня метрика — метрика простору, що визначається за допомогою функціоналу довжини, як інфімум довжин усіх шляхів (кривих), що з'єднують дану пару точок.

## Означення
Нехай задано топологічний простір {\displaystyle X} і обраний клас деяких допустимих шляхів {\displaystyle \Gamma }, що міститься в множині всіх неперервних шляхів в {\displaystyle X}.
- На просторі {\displaystyle X} заданий функціонал довжини, якщо на множині {\displaystyle \Gamma } задана функція {\displaystyle L\colon \Gamma \to \mathbb {R} _{+}\cup \infty }, що ставить у відповідність кожному {\displaystyle \gamma \in \Gamma } значення {\displaystyle L(\gamma )} (невід'ємне число або нескінченність), яке називається довжиною шляху {\displaystyle \gamma }.

- Метрика {\displaystyle \rho } на просторі {\displaystyle X} називається внутрішньою, якщо для будь-яких двох точок {\displaystyle x,y\in X} відстань між ними визначається формулою {\displaystyle \rho (x,y)=\inf\{L(\gamma )\},}, де інфімум береться по всіх допустимих шляхах, що з'єднують точки {\displaystyle x,y\in X}.

### Пов'язані означення
- Нехай {\displaystyle x,y\in X} — дві довільні точки метричного простору {\displaystyle \rho ,X} і {\displaystyle \varepsilon } — довільне додатнє число. Точка {\displaystyle z_{\epsilon }\in X} називається їх {\displaystyle \varepsilon }-серединою, якщо {\displaystyle \rho (x,z_{\varepsilon }),\ \rho (y,z_{\varepsilon })<{\tfrac {1}{2}}\rho (x,y)+\varepsilon .}

- Метричний простір {\displaystyle (X,\rho )} називається геодезичним, якщо будь-які дві точки {\displaystyle X} можна з'єднати найкоротшою.

## Властивості
- Якщо {\displaystyle (X,\rho )} — простір з внутрішньої метрикою, то для будь-яких двох точок {\displaystyle x,y\in X} і будь-якого {\displaystyle \varepsilon >0} існує їх {\displaystyle \varepsilon }-середина. У випадку, коли метричний простір {\displaystyle (X,\rho )} повний, має місце і зворотне твердження: якщо для будь-яких двох точок {\displaystyle x,y\in X} і будь-якого {\displaystyle \varepsilon >0} існує їх {\displaystyle \varepsilon }-середина, то ця метрика внутрішня.
- Повний метричний простір {\displaystyle (X,\rho )} з внутрішньої метрикою має наступну властивість: для будь-яких двох точок {\displaystyle x,y\in X} і {\displaystyle \varepsilon >0} знайдеться крива довжини {\displaystyle <\rho (x,y)+\varepsilon ,} що з'єднує точки {\displaystyle x} і {\displaystyle y}. Крім того, в повному метричному просторі з внутрішньої метрикою довжина найкоротшої збігається з відстанню між її кінцями.
- Теорема Гопфа — Рінова: Якщо {\displaystyle (X,\rho )} — локально компактний повний метричний простір з внутрішньої метрикою, то будь-які дві точки {\displaystyle X} можна з'єднати найкоротшою. Більш того, простір {\displaystyle X} є обмежено компактним (тобто всі обмежені замкнуті підмножини {\displaystyle X} є компактними).